# Edmund Małachowicz
Edmund Małachowicz (ur. 3 marca 1925 w Wilnie, zm. 3 lipca 2015 we Wrocławiu) – polski architekt i konserwator zabytków, laureat Honorowej Nagrody SARP (2001).

## Życiorys
Uczył się w Gimnazjum im. Adama Mickiewicza w Wilnie, jednak zmuszony był przerwać edukację wskutek wybuchu wojny w 1939 r. Wziął udział w walkach z Niemcami w ramach powstania Armii Krajowej w Wilnie, w efekcie czego po zajęciu miasta przez armię radziecką został uwięziony w sowieckim obozie w Miednikach Królewskich, a stamtąd przymusowo przewieziono go do Kaługi, gdzie pracował przy wyrębie lasu, formalnie jako żołnierz radzieckiego wojskowego pułku roboczego. Na początku 1946 r. powrócił do Polski i wraz z rodziną osiedlił się w Kluczborku, a po paru miesiącach we Wrocławiu, gdzie od 1947 r. uczęszczał do technikum budowlanego, zdając maturę w roku 1948. 
Od 1948 Małachowicz studiował architekturę na Politechnice Wrocławskiej uzyskując w 1951 dyplom inżyniera, jednak z przyczyn politycznych nie dopuszczono go do kontynuacji studiów, dlatego studia magisterskie musiał odbyć w trybie zaocznym, kończąc je na macierzystej uczelni w 1958. Tamże uzyskał doktorat w roku 1964 pod promotorstwem prof. Guerquina.
Był profesorem zwyczajnym, przewodniczącym wrocławskiego oddziału Polskiej Akademii Nauk. Małachowicz, znawca średniowiecznej architektury polskiej, prowadził prace rekonstrukcyjne i stworzył wiele teoretycznych rekonstrukcji obiektów. Był autorem kilkunastu publikacji książkowych opisujących zabytki Wrocławia i Wilna oraz prac teoretycznych z dziedziny konserwacji zabytków. 
W latach 1965–1972 Małachowicz był miejskim konserwatorem zabytków we Wrocławiu. Członek komitetu organizacyjnego Sympozjum Plastycznego Wrocław ’70.
Przyjaźnił się z Marianem Poźniakiem, malarzem, z którym razem wrócił z Syberii.
Pochowany na Cmentarzu św. Wawrzyńca we Wrocławiu.

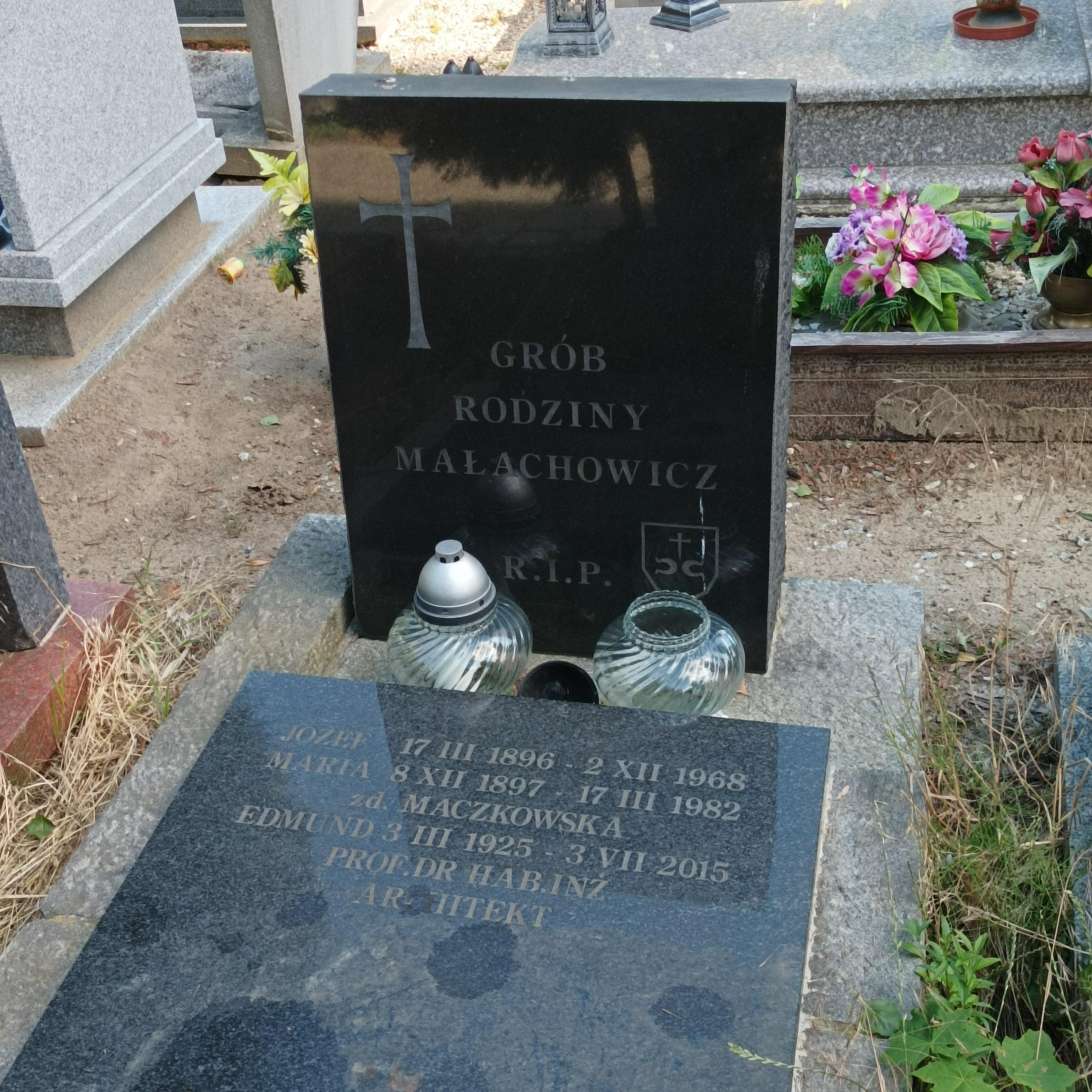
Grób Edmunda Małachowicza na cmentarzu św. Wawrzyńca we Wrocławiu

## Główne prace

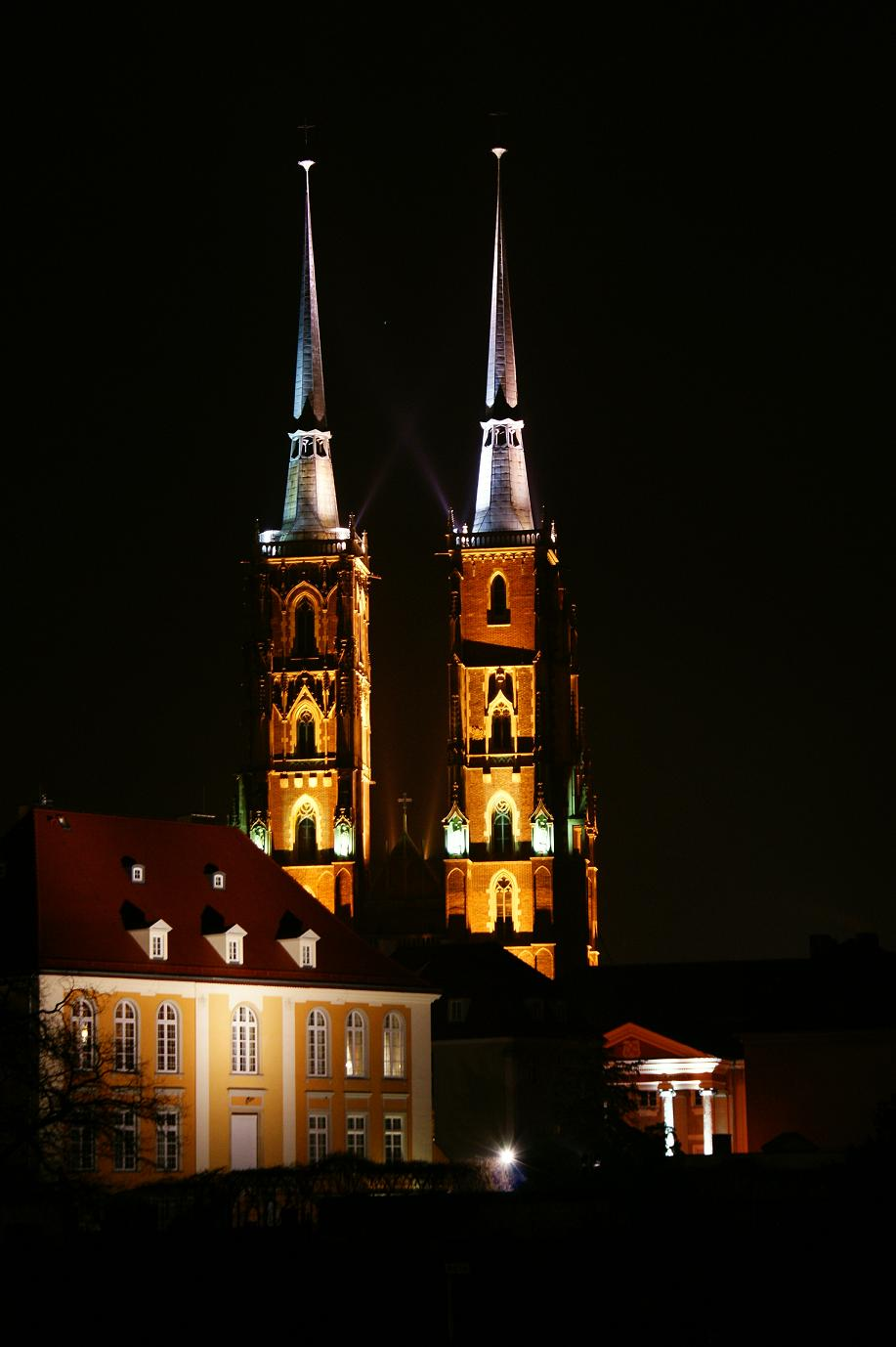
Katedra we Wrocławiu z hełmami projektu prof. Edmunda Małachowicza

- powojenna odbudowa kilku kościołów i innych zespołów zabytkowych
  - kościół NMP na Piasku we Wrocławiu
  - kościół bernardynów we Wrocławiu
  - kościół św. Krzysztofa we Wrocławiu
  - katedra św. Marii Magdaleny we Wrocławiu
  - kościół św. Klary i św. Jadwigi we Wrocławiu z Mauzoleum Piastów Śląskich we Wrocławiu
  - zabudowa północnej strony ul. Katedralnej we Wrocławiu
- prace restauracyjne w katedrze wrocławskiej, od 1969
- renowacja wnętrza kościoła św. Elżbiety we Wrocławiu po pożarze
- rekonstrukcja lub projekt hełmów na wieżach kilkunastu kościołów, m.in.:
  - kościoła św. Wojciecha we Wrocławiu
  - katedry wrocławskiej, 1991
  - katedry częstochowskiej, 1997
  - kościoła św. Henryka na ulicy Glinianej we Wrocławiu, 2003

- powojenny projekt adaptacji ruin Pałacu Hatzfeldów we Wrocławiu[7]

## Publikacje książkowe
- Stare Miasto we Wrocławiu. Zniszczenie - odbudowa - program, Warszawa-Wrocław 1976
- Stare Miasto we Wrocławiu, 1985, ISBN 83-01-03996-5
- Wrocław na wyspach, 1992, ISBN 83-04-02834-4
- Cmentarz na Rossie w Wilnie, Ossolineum, Wrocław 1993, ISBN 83-04-04036-0
- Wrocławski zamek książęcy i kolegiata św. Krzyża na Ostrowie, 1994, ISBN 83-7085-012-X
- Książęce rezydencje, fundacje i mauzolea w lewobrzeżnym Wrocławiu, 1994, ISBN 83-7085-078-2
- Wilno. Dzieje. architektura, cmentarze, 1996, ISBN 83-7085-182-7
- Najnowszy zarys dziejów najstarszego Wrocławia, 2000[8]
- Katedra wrocławska, dzieje i architektura, 2004, ISBN 83-917386-0-4
- Konserwacja i rewaloryzacja architektury w środowisku kulturowym, wyd. IV popr. i uzup., 2007, ISBN 978-83-7493-307-0 (tytuły wcześniejszych wydań: Ochrona środowiska kulturowego oraz Konserwacja i rewaloryzacja architektury w zespołach i krajobrazie)

## Nagrody
1985: Nagroda Ministra Kultury i Sztuki za wybitne osiągnięcia w dziedzinie ochrony Wrocławia i Śląska

## Upamiętnienie
Twórczości Edmunda Małachowicza poświęcona jest książka Elżbiety Grodzkiej „Profesor Edmund Małachowicz. Architekt i konserwator. Autentyczność i wiarygodność zabytku architektury” wydanej w roku 2020 przez Oficynę Wydawniczą Politechniki Wrocławskiej.